# 弗兰克·奥尼尔
弗兰克·奥尼尔（英語：Frank O'Neill，1926年9月30日—），澳大利亚男子游泳运动员，主攻自由泳。他曾代表澳大利亚参加1950年大英帝国运动会游泳比赛，获得二枚银牌。